# Финляндия на зимних Олимпийских играх 1998
На Зимних Олимпийских играх 1998 года Финляндию представляло 85 спортсменов (51 мужчина и 34 женщины), выступивших в 10 видах спорта. Они завоевали 2 золотых, 4 серебряных и 6 бронзовых медалей, что вывело финскую сборную на 11-е место в неофициальном командном зачёте.

## Медалисты
| Медаль  | Спортсмен                                              | Вид спорта         | Дисциплина                         |
| ------- | ------------------------------------------------------ | ------------------ | ---------------------------------- |
| Золото  | Мика Мюллюля                                           | Лыжные гонки       | Мужчины, 30 км классическим стилем |
| Золото  | Яни Сойнинен                                           | Прыжки с трамплина | Мужчины, малый трамплин            |
| Серебро | Янне Лахтела                                           | Фристайл           | Мужчины, могул                     |
| Серебро | Самппа Лаюнен                                          | Лыжное двоеборье   | Мужчины, личное первенство         |
| Серебро | Самппа Лаюнен Ханну Маннинен Яри Мантила Тапио Нурмела | Лыжное двоеборье   | Мужчины, командное первенство      |
| Серебро | Яни Сойнинен                                           | Прыжки с трамплина | Мужчины, большой трамплин          |
| Бронза  | Вилле Ряйккёнен                                        | Биатлон            | Мужчины, 10 км                     |
| Бронза  | Мика Мюллюля                                           | Лыжные гонки       | Мужчины, 10 км классическим стилем |
| Бронза  | Яри Исомется Харри Кирвесниеми Мика Мюллюля Сами Репо  | Лыжные гонки       | Мужчины, эстафета                  |
| Бронза  | Сами Мустонен                                          | Фристайл           | Мужчины, могул                     |
| Бронза  | Сборная                                                | Хоккей             | Мужчины                            |
| Бронза  | Сборная                                                | Хоккей             | Женщины                            |